# Lysmanet
Lysmanet (Pelagia noctiluca) är en manet som förekommer från nordöstra Atlanten till Medelhavet och i delar av Indiska oceanen och Stilla havet. Lysmaneten har förmåga att utsända ljus (se bioluminiscens), vilket både dess svenska namn och dess vetenskapliga artepitet noctiluca antyder. De har även sakta men säkert börjat komma till Sverige. 

## Kännetecken
Lysmaneten blir i genomsnitt cirka 5–6 centimeter stor (mätt över klockan), men kan bli upp till 12 centimeter, och har åtta tentakler med brännande nässelceller och fyra munarmar. Den kan förekomma även liten som en femöring. Den kan brännas kraftigt nog för att det skall vara smärtsamt för en människa. Manetens utseende är ganska varierat, typiskt har den dock en i grunden nästan genomskinlig klocka med inslag av violetta till rödaktiga nyanser och samma nyanser förekommer på tentakler och munarmar. Maneten är även typiskt prydd av små prickar. De är självlysande och kan blinka svagt, framförallt i mörker. 

## Levnadssätt
Lysmaneten lever i öppet vatten, vanligen från nära ytan och ner till ungefär 200 meter djup, men man har fångat exemplar även på djupare vatten. Den kan uppträda i stora svärmar och om maneterna vistas nära ytan, där de utsätts för retningar av vågor, utsänder de ett lite blinkande ljus vilket kan ses från fartyg nattetid. Dess föda är olika små pelagiska djur som till exempel fisklarver. Manetens utveckling saknar ett fastsittande polypstadie.